# Portugalmail
Portugalmail é um nome de uma empresa portuguesa fundada no Porto em 1999. Foi o  primeiro servidor de email gratuito português, chegando a gerir 700 mil caixas de correio. Foi registrar acreditada pela FCCN.